# Pantanal de Cáceres
Pantanal de Cáceres é uma das oito sub-regiões do Complexo do Pantanal, localizada no Pantanal Norte, Mato Grosso. Localiza-se entre o rio Paraguai e a Chapada dos Parecis. O Alto Rio Paraguai tem presença marcante nessa região do Pantanal Norte, onde faz fronteira com a Bolívia. A Serra das Araras limita a vasta planície pantaneira no sentido norte e abriga cachoeiras, paredões e lagos como a milagrosa formação das Águas Milagrosas. A oeste as áreas alagadas seguem até vila bela (antiga capital da província matogrossense). As duas cidades, Cáceres e Vila Bela, foram roteiros de bandeirantes e aventureiros nos séculos passados, que usavam essa rota fluvial para atingir a Bacia Amazônica. É possível navegar no pantanal de Cáceres rumo ao sul, ao longo do Rio Paraguai ainda pouco caudaloso e chegar até uma das poucas unidades de conservação: a Estação Ecológica Taiamã. Pelas margens do rio e para o interior, as várias fazendas de gado importantes do início da colonização da região estão desativadas.